# Contea di Schoolcraft
La contea di Schoolcraft, in inglese Schoolcraft County, è una contea dello Stato del Michigan, negli Stati Uniti. La popolazione al censimento del 2000 era di 8 903 abitanti. Il capoluogo di contea è Manistique.